# HMS Albrighton (L12)
Pour les articles homonymes, voir Albrighton.
Le HMS Albrighton (pennant number L12) est un destroyer d'escorte de classe Hunt de type III construit pour la Royal Navy pendant la Seconde Guerre mondiale
Il participe notamment au raid de Dieppe en 1942 et à la bataille de Normandie en 1944. Après la guerre, il est vendu à l'Allemagne de l'Ouest qui le renomme Raule et l'utilise comme navire-école de la Bundesmarine jusqu'en 1968.

## Construction
Le Albrighton est commandé le 4 juillet 1940 dans le cadre du programme d'urgence de la guerre de 1940 pour le chantier naval de John Brown Shipbuilding & Engineering Company Ltd. de Clydebank en Écosse sous le numéro 1579. La pose de la quille est effectuée le 30 décembre 1940, le Albrighton est lancé le 11 octobre 1941 et mis en service le 22 février 1942.
Il est parrainé par la communauté civile de Wednesbury dans le Shropshire pendant la campagne nationale du Warship Week (semaine des navires de guerre) en mars 1942.
Les navires de classe Hunt sont censés répondre au besoin de la Royal Navy d'avoir un grand nombre de petits navires de type destroyer capables à la fois d'escorter des convois et d'opérer avec la flotte. Les Hunt de type III se distinguent des navires précédents type I et II par l'ajout de 2 tubes lance-torpilles au milieu du navire. Pour compenser le poids des tubes lance-torpilles, seuls 2 supports de canons jumeaux de 4 pouces ont été installés, le canon en position "Y" a été retiré, le projecteur étant déplacé vers le pont arrière de l'abri en conséquence. Les Hunt de type III pouvaient être facilement identifiés car ils avaient une cheminée droite avec un sommet incliné et le mât n'avait pas de râteau. Quatorze d'entre eux ont vu leurs ailerons stabilisateurs retirés (ou non installés en premier lieu) et l'espace utilisé pour le mazout supplémentaire.
Le Hunt type III (comme le type II) mesure 80,54 m de longueur entre perpendiculaires et 85,34 m de longueur hors-tout. Le Maître-bau du navire mesure 9,60 m et le tirant d'eau est de 3,51 m. Le déplacement est de 1 070 t standard et de 1 510 t à pleine charge.
Deux chaudières Admiralty produisant de la vapeur à 2 100 kPa et à 327 °C alimentent des turbines à vapeur à engrenages simples Parsons qui entraînent deux arbres d'hélices, générant 19 000 chevaux (14 000 kW) à 380 tr/min. Cela donné une vitesse de 27 nœuds (50 km/h) au navire. 281 t de carburant sont transportés, ce qui donne un rayon d'action nominale de 2 560 milles marins (4 740 km) (bien qu'en service, son rayon d'action tombe à 1 550 milles marins (2 870 km)).
L'armement principal du navire est de quatre canons de 4 pouces QF Mk XVI (102 mm) à double usage (anti-navire et anti-aérien) sur trois supports doubles, avec un support avant et deux arrière. Un armement antiaérien rapproché supplémentaire est fourni par une monture avec des canons quadruple de 2 livres "pom-pom" MK.VII et trois canons Oerlikon de 20 mm Mk. III montés dans les ailes du pont,. Jusqu'à 110 charges de profondeur pouvaient être transportées , avec deux goulottes de charge en profondeur et quatre lanceurs de charge en profondeur constituent l'armement anti-sous-marin du navire. Le radar de type 291 et de type 285 sont installés, de même qu'une sonar de type 128,. Le navire avait un effectif de 168 officiers et hommes,.

## Histoire

### Seconde guerre mondiale

#### 1942
Après des essais d'acceptation et sa mise en service, le Albrighton se rend à Greenock pour des exercices opérationnels avant de rejoindre la 1re Flottille de destroyers basée à Portsmouth en avril 1942, et a pour missions des patrouilles et d’escortes de convois dans la Manche et la mer du Nord.3 Le 24 avril, il rentre en action contre un groupe de torpilleurs ennemis schnellboote au large de Fécamp et en endommage un. Le 19 juin, le Albrighton et les canonnières SGB 6, SGB 7 et SGB 8 attaquent un convoi ennemi au large de la péninsule du Cotentin, en Normandie. La canonnière SGB 7 et un navire de transport allemand sont coulés,.
Le 19 août, le Albrighton participe à l’opération Jubilee, le raid de Dieppe visant à détruire les établissements logistiques allemands dans le port de Dieppe, en France. Le destroyer subit de légers dommages sous le feu ennemi venant du rivage , et quand son navire jumeau (sister-ship) HMS Berkeley est frappé par deux bombes qui endommage gravement sa structure et l'inondant, le Albrighton aide à sauver des rescapés du Berkeley, puis le saborde par torpillage sur ordre de l'État-Major avant de se retirer en Grande-Bretagne,,.
Dans la nuit du 13 au 14 octobre, le Albrighton et ses sister ships Cottesmore (L78), HNoMS Eskdale, HNoMS Glaisdale et Quorn (L66) collaborent avec deux équipages de torpilleurs pour intercepter le croiseur marchand armé allemand Komet cherchant à s’échapper de la Manche pour l’océan Atlantique. Malgré quatre torpilleurs d’escorte, le Komet est coulé au large de Cherbourg avec la perte de tout son, équipaage,,.
Entre le 2 et le 10 novembre, le Albrighton participe à l’escorte d u convoi de troupes KMS2 à Gibraltar, en se concentrant sur la force de préparation de l’opération Torch, l’invasion des forces britanniques en Afrique du Nord, occupées par les français de Vichy. Le 12 novembre, après que le croiseur Marne (G35) est endommagé par des torpilles alors qu’il secourait des survivants du destroyer Hecla (1940), coulé au large de Casablanca, le Albrighton s’approche pour aider le Marne , jusqu’à ce que le remorqueur Salvonia prend en remorque le Marne pour son retour à Gibraltar,,. Albrighton est ensuite retourné en Grande-Bretagne dans le cadre de l’escorte pour le convoi MKF 001.

#### 1943

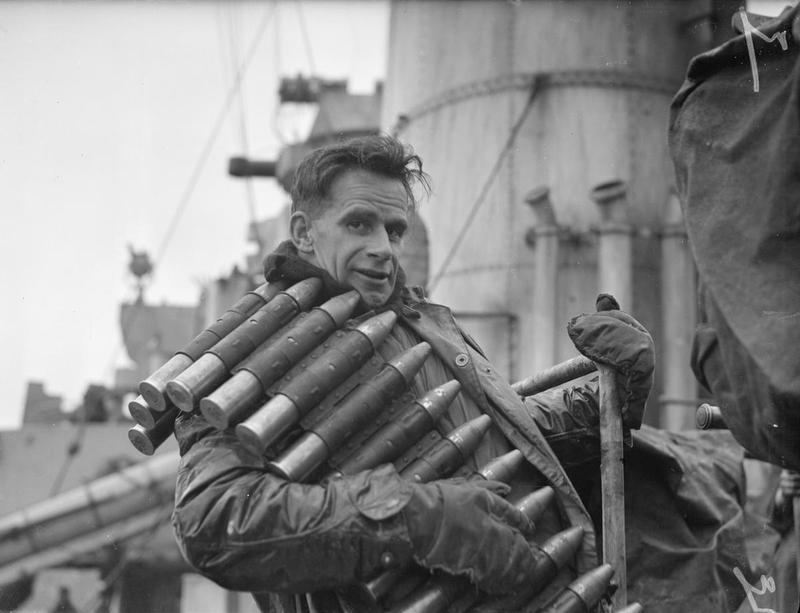
L’un des artilleurs du HMS Albrington à Devonport, après avoir coulé deux navires ennemis au large de la Bretagne le 29 avril 1943. Il porte les munitions en bandoulières pour les canons de 2 livres QF.

Le Albrighton retourne patrouiller avec la 1re Flottille de destroyers  et, le 12 décembre 1942, il participe à une attaque contre le convoi ennemi au large de Dieppe, où Le Albrighton et son sister ship Eskdale (L36) coulent le dragueur de mines allemand Beijerland.Dans la nuit du 27 au 28 avril 1943, il rejoint son navire jumeau Goathland (L27), pour intercepter un convoi côtier à 60 milles Nord-Nord Ouest de l'île de Ouessant. Le forceur de blocus italien Butterfly et le bateau de pêche anti-sous-marin allemand UJ 1402 sont coulés pendant cet engagement. Cependant, le Albrighton est endommagé au cours de cet engagement, avec la perte de neuf tués et 25 blessés,.

#### 1944
Le 1er février 1944, le Albrighton subit des dommages structurels graves lors d’une attaque de schnellboote sur le convoi CW243 au large de Beachy Head. Il est pris en main pour des réparations et ldes modifications pour être converti en navire de commandement pour contrôler les débarquements amphibies, en préparation de l'opération Overlord et en particulier à l'opération Neptune, l'invasion de la côte nord de la France.
Lorsque les débarquements en Normandie ont lieu le 6 juin, le Albrighton sert de navire d’escorte pour les navires amphibies qui débarquent à Gold Beach, ainsi que de quartier général de la réserve pendant plusieurs semaines, avant de retourner à ses missions de patrouilles dans la Manche,,. Le 12 août, il attaque trois bateaux de pêche ennemis dans le sud de Lorient et coule deux des navires ennemis deux semaines plus tard.

#### 1945
Au début de l’année 1945, le Albrighton est reconverti en destroyer d'escorte et rejoint la 21e Flottille de destroyers basée à Sheerness pour des patrouilles en mer du Nord et à l’embouchure de la Tamise.
Après le 8 mai, jour de la victoire des Alliés sur les forces du 3e Axe en Europe, il est déployé dans le commandement de Nore pour l’escorte de convois.
Il est endommagé par une collision avec le LST 238 le 23 mai, et doit entreprendre des réparations. Il est nommé pour opérer en Extrême-Orient dans la Eastern Fleet et est réaménagé à Immingham pour le service à l'étranger jusqu'au mois d'août. Cependant, la guerre est terminée après la reddition du Japon, et le navire est amené dans la Reserve Fleet de Devonport.

### Après-guerre

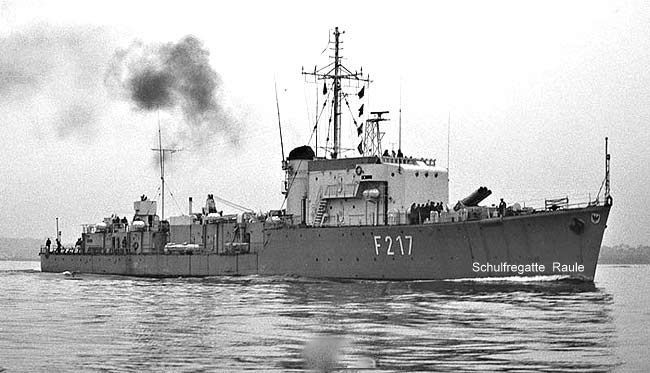
Le Raule en service dans la marine ouest-allemande

Le Albrighton est réarrangé comme frégate en 1947,,, et est transféré à Penarth en 1953, se déplaçant à Gibraltar. Il est placé sur la liste d’élimination en 1955 et retourne au Royaume-Uni où il est mis en place à Barrow pour attendre son sort en janvier 1956.
Le 5 janvier 1956, après des discussions avec la Bundesmarine (marine allemande fédérale) nouvellement formée, le Albrighton est l’une des sept frégates sélectionnées pour être transférées et vendues à l’Allemagne de l’Ouest le 11 novembre 1957. Il est réaménagé à Liverpool avant d’être mis en service dans la marine ouest-allemande sous le nom de Raule (F217) le 14 mai 1959.
Le Raule est réaménagée pour être plus adaptée à son rôle de navire d’entraînement anti-sous-marin, avec un armement modifié avec une tourelle de 4 pouces démontée, le canon quadruple 2 livres QF remplacé par un canon Bofors de 40 mm, ainsi que l'ajout d’armes modernes de défense aérienne,. Il est déployé dans la mer Baltique.
Le Raule est mis hors service en 1968, et est vendu à Eisen et Metall à Brême en 1969 pour la ferraille.

### Honneurs de bataille
- ENGLISH CHANNEL 1942-44
- DIEPPE 1942
- BISCAY 1944
- NORMANDY 1944
- NORTH SEA 1945

### Commandement
- Lieutenant (Lt.) Ronald John Hanson (RN) du 11 novembre 1941 au 20 septembre 1941
- Lieutenant (Lt.) John Joseph Symonds Hooker (RN) du 20 septembre 1941 à mi-1945